# 艾因索爾坦 (艾因迪夫拉省)
36°07′59″N 4°44′00″E / 36.13306°N 4.73333°E
艾因索爾坦（阿拉伯语：‎），是阿爾及利亞的城鎮，位於該國北部艾因迪夫拉省，由艾因萊希亞赫區負責管轄，面積88平方公里，2008年人口21,565，人口密度每平方公里245人。